# فرودگاه رولاند (صحرایی گراهام)
فرودگاه رولاند (صحرایی گراهام) (به انگلیسی: Roland (Graham Field) Airport) یک فرودگاه خصوصی است که یک باند فرود چمن دارد و طول باند آن ۱۰۶۷ متر است. این فرودگاه در کشور کانادا قرار دارد و در ارتفاع ۲۶۴ متری از سطح دریا واقع شده است.